# Zosima radians
Zosima radians är en flockblommig växtart som beskrevs av Pierre Edmond Boissier och Rudolph Friedrich Hohenacker. Zosima radians ingår i släktet Zosima och familjen flockblommiga växter. Inga underarter finns listade i Catalogue of Life.